# Spermophorides baunei
Spermophorides baunei là một loài nhện trong họ Pholcidae. Loài này có ở Sardegna.